# Gelska izključitvena kromatografija
Gelska izključitvena kromatografija je kromatografska metoda, ki ločuje molekule glede na velikost. Običajno se uporablja za velike molekule ali makromolekulske komplekse, kot so beljakovine in industrijski polimeri. Kadar za transport vzorca skozi kolono uporabimo vodno raztopino, tehniko imenujemo gelska filtracija, kadar pa je mobilna faza organsko topilo, govorimo o gelski permeaciji.

## Uporaba
V glavnem se gelska filtracija uporablja za ločevanje proteinov in ostalih vodotopnih polimerov, medtem ko se gelska permeacija uporablja za analizo porazdelitve molekulske mase polimerov topnih v organskih topilih. Nobene od metod se ne sme zamenjevati z gelsko elektroforezo, ki temelji na ločevanju nabitih molekul v električnem polju. 
Gelska kromatografija je zelo razširjena tehnika za čiščenje in analizo sintetičnih in bioloških polimerov, kot so proteini, polisaharidi in nukleinske kisline. Kot nosilec po navadi uporabljamo gel - običajno poliakrilamid, dekstran ali agarozo – pri nizkih tlakih ali pa silicijev oksid ter prečno povezan polistiren pri visokih tlakih. Nosilec predstavlja stacionarno fazo in je sestavljen iz zamreženih sferičnih delcev.

## Prednosti
Prednost metode je dobra ločitev velikih molekul od majhnih z minimalno količino eluata. Metoda je običajno povezana z ostalimi, ki ločujejo molekule glede na kislost, bazičnost, naboj in afiniteto do določenih spojin. Pri gelski kromatografiji ne prihaja do izgube vzorca, ker ni interakcij med topljencem in stacionarno fazo.

## Odkritje
Gelsko kromatografijo sta iznašla Grant Henry Lathe in Colin R Ruthven, ki sta delovala na Queen Charlotte's Hospital v Londonu. Kasneje sta za izum prejela nagrado John Scott. Medtem ko sta Lathe in Ruthven za gelski nosilec uporabila škrob, sta Jerker Porath in Per Flodin kasneje predstavila dekstran.
Obstajali so tudi poskusi ločevanja sintetičnih dolgih polimerov. Leta 1964 je J. C. Moore objavil svoje delo o pripravi gelskih permeacijskih kolon, ki temeljijo na zamreženem polistirenu z nadzorovano velikostjo por in s tem se je začela raziskovalna dejavnost na tem področju hitro povečevati. Ugotovili so, da je z gelsko permeacijo možno pridobiti molske mase ter informacijo o porazdelitvi molske mase sintetičnih polimerov. Zaradi teh odkritij je prišla metoda v široko rabo.

## Teorija in metode
Ena od zahtev gelske kromatografije je, da analit ne interagira s površino stacionarne faze. Delci različnih velikosti se skozi stacionarno fazo eluirajo z različno hitrostjo: velike molekule ne morejo vstopiti v sistem por in se eluirajo prej kot male molekule, ki vstopajo v sistem in se eluirajo kasneje. S tem ločujemo delce glede na velikost. Pod pogojem, da so vsi nanešeni istočasno, naj bi delci iste velikosti prepotovali enako pot.
Obstajajo različna merila za merjenje velikosti makromolekul, zato se pojavi problem izbire ustreznega parametra velikosti, na podlagi katerega poteka ločevanje različnih vrst molekul. Benoit in sodelavci so uvedli pojem – hidrodinamični volumen, ki je postal temelj za umerjanje. To je volumen zvitega polimera, kadar je le-ta v raztopini. Odvisen je od molekulske mase polimera in njegovih interakcij s topilom. Kljub temu uporaba dinamičnega volumna pri razlagi podatkov ni povsem jasna. Kromatografija poteka pod nizko pretočnimi pogoji, kjer naj bi imel hidrodinamični faktor majhen vpliv na ločitev.
Vsak kolona ima nek razpon molekulskih mas, ki jih lahko loči. Izključitvena omejitev opredeljuje molekulsko maso na zgornji meji razpona; nad to mejo so molekule prevelike, da bi se ujele v stacionarno fazo. Meja prepustnosti določa molekulsko maso na spodnjem delu razpona; molekule so dovolj majhne, da v celoti prodrejo v pore stacionarne faze. Kolona je sestavljena iz votle cevi, napolnjene z izredno majhnimi poroznimi kroglicami, ki imajo prisotne pore različnih velikosti. Ko vzorec potuje po koloni navzdol, manjši delci pridejo v pore. Delci, ki so večji od por, ne morejo prodreti vanje in se hitreje izperejo. Filtrirana raztopina zbrana na koncu se imenuje eluat.

## Dejavniki, ki vplivajo na filtracijo
Delci v raztopini nimajo fiksne velikosti, zaradi česar je verjetnost, da delec, ki bi ga sicer pore upočasnile, potuje mimo. Prav tako tudi delci stacionarne faze niso točno definirani; tako delci kot pore se lahko razlikujejo glede na velikost. Elucijske krivulje so zato podobne Gaussovi porazdelitvi. Stacionarna faza lahko na nezaželene načine interagira z delci in vpliva na retencijski čas.
Kot tudi pri drugih oblikah kromatografij povečanje dolžine kolone poveča ločljivost, povečanje premera pa poveča kapaciteto kolone. Pravilno polnjenje kolone pripomore k povečani ločljivosti: v prenapolnjeni koloni se pore sesedejo, kar se kaže v zmanjšani ločljivosti. Premalo napolnjene kolone pa imajo zmanjšano relativno površino stacionarne faze.

## Analiza
Pri preprostih kolonah zbiramo topilo v enakih količinah, frakcijah. Podobno veliki delci so v isti frakciji in niso zaznani ločeno. Pri bolj naprednih kolonah so ta problem rešili z nenehnim spremljanjem topila. Zbrane frakcije po navadi analiziramo s spektroskopskimi tehnikami za določanje koncentracije eluiranih delcev.
Elucijski volumen je volumen, ki je potreben, da se neka snov spere z vrha do iztoka kolone in okarakterizera obnašanje molekule v gelskem nosilcu. Zmanjšuje se približno linearno z logaritmom molekulske hidrodinamične prostornine. Kolone so pogosto umerjene z uporabo 4-5 standardnih vzorcev (npr. zvitih proteinov z znano molekulsko maso), in vzorcem, ki vsebuje zelo veliko molekulo kot je tiroglobulin, za določitev ničelnega volumna. Dekstran ni primeren za ugotavljanje ničelnega volumna, saj je molekula raznolika in lahko dobimo spremenljive rezultate.

## Aplikacija

### Biokemična aplikacija
Na splošno ima gelska kromatografija nizko ločljivost, zato se jo pogosto uporabi za končno čiščenje. S tehniko lahko določimo kvartarno strukturo čistih proteinov. Prav tako lahko preverimo terciarno strukturo proteinov s pomočjo merjenja hidrodinamičnega volumna. Ta je namreč pri zvitem in nezvitem proteinu različen. Na primer, hidrodinamični premer tipične domene proteina je 14 Å za zvito in 36 Å za nezvito obliko, torej ju z gelsko kromatografijo lahko ločimo.

### Sinteze polimerov
Gelska kromatografija se lahko uporablja kot merilo tako za velikost kot polidisperznost sintetiziranega polimera, tj. zmožnost določevanja porazdelitve velikosti polimernih molekul. Če najprej izmerimo standarde, lahko narišemo kalibracijsko krivuljo s pomočjo katere nato določimo velikosti drugih polimerov v topilu, ki smo ga izbrali za analizo (pogosto je to tetrahidrofuran). Alternativa opisanemu postopku s kalibriranjem so postopki kot je merjenje razpršenosti svetlobe in/ali viskoznosti v kombinaciji z gelsko kromatografijo, s katerimi dobimo absolutne molekulske mase, ki ne temeljijo na standardih znane molekulske mase. Te metode so splošno bolj zaželene zaradi razlike v velikosti med dvema polimeroma z enako molekulsko maso. Z gelsko kromatografijo lahko hitro (v približno pol ure) dobimo podatke o velikosti in polidisperznosti vzorca. Preparativna gelska kromatografija se lahko uporabi za ločevanje polimerov v večjih količinah.

## Slabosti
Pri gelski kromatografiji je poudarek na merjenju hidrodinamičnega obsega polimernih molekul. Približno molekulsko maso se lahko izračuna iz podatkovne baze gelske kromatografije, kjer je mogoče najti točno razmerje med molekulsko maso in hidrodinamičnim volumnom za polistiren (polistiren se uporablja za standard). Vendar pa razmerje med prostornino in hidrodinamičnim volumnom ni enako za vse polimere, zato lahko sklepamo le o približnih meritvah. Druga slabost je možnost interakcije med stacionarno fazo in analitom. Vsaka interakcija vodi do večjega elucijskega časa, kar da rezultate, ki bi jih dobili pri analitu manjše velikosti. Prav tako je slabost dejstvo, da mora med dvema makromolekulama obstajati vsaj 10% razlika v molekulski masi, če ju želimo uspešno ločiti.

## Absolutna gelska kromatografija
Absolutna gelska kromatografija je tehnika, ki poveže gelsko kromatografijo z inštrumentom za dinamično sipanje svetlobe, kar nam omogoča merjenje absolutne velikosti proteinov in makromolekul, ko se ti eluirajo iz kromatografskega sistema.